# トランタン白書
『トランタン白書』（トランタンはくしょ）は、テレビ東京系列局ほかで放送されていた情報番組である。テレビ東京と電通とインターボイス（現・CNインターボイス）の共同製作。テレビ東京系列局では1992年10月6日から1994年3月29日まで、毎週火曜 22:00 - 22:54 （日本標準時）に放送。

## 概要
30代の女性の姿を通して日本の今後を考察するというコンセプトの番組で、この年齢層にまつわるものを毎回のテーマに選んでいた。取り上げたテーマの例として、就業中の独身女性と子育てにいそしむ専業主婦の生活の違い（第1回）、30代の住宅事情（第2回）、30代の転職（第3回）などがある。回によっては、横浜対神戸グルメ勝負（第4回）といった娯楽性のあるテーマを取り上げることもあった。
トランタンとはフランス語の trente ans (30 ans) のことで、日本では30歳前後の女性を指す言葉として1990年頃から使われはじめた（後のアラサーと同じ用法）。
司会は立川志の輔と長野智子が、ナレーターは乱一世が務めていた。収録は、渋谷ビデオスタジオと浜町スタジオのいずれかで行われていた。

## エンディングテーマ
- 思い出はクレセント（木根尚登）
- Moon Light〜想いは波のように〜（安藤秀樹）
- 檸檬の月（小川美潮）
- who are you? （森川由加里 with 鈴木雄大）
- ラジオのように（鈴木祥子）

## 放送局
| 放送対象地域 | 放送局     | 系列           | 放送日時                                                                                                  | 備考                    |
| ------------ | ---------- | -------------- | --- | ----------------------- |
| 関東広域圏   | テレビ東京 | テレビ東京系列 | 火曜 22:00 - 22:54 （1992年10月6日 - 1994年3月29日）                                                      | 製作局                  |
| 愛知県       | テレビ愛知 | テレビ東京系列 | 火曜 22:00 - 22:54 （1992年10月6日 - 1994年3月29日）                                                      | 同時ネット              |
| 三重県       | 三重テレビ | 独立UHF局      | 木曜 21:00 - 21:55 （1992年12月17日 - 1993年3月25日） 火曜 22:00 - 22:55 （1993年4月6日 - 1994年3月29日） | 遅れネット → 同時ネット |
| 岐阜県       | 岐阜放送   | 独立UHF局      | 金曜 20:00 - 20:54 （1993年4月9日）                                                                       |                         |

参考：日本経済新聞縮刷版（テレビ東京）、中日新聞縮刷版（テレビ愛知・三重テレビ・岐阜放送）

## 関連書籍
- トランタン白書（1993年11月20日、著者：トランタン委員会、発行：世界文化社、ISBN 4-418-93514-2）